# هوانوردان
هوانوردان (انگلیسی: The Aeronauts) فیلم زندگی‌نامه‌ای ماجراجویی به کارگردانی تام هارپر و بازی ادی ردمین و فلیسیتی جونز است. تاریخ اکران این فیلم در بریتانیا، ۴ نوامبر ۲۰۱۹ و در ایالات متحده آمریکا، ۶ دسامبر ۲۰۱۹ است. هوانوردان که با بودجه‌ی ۴۰ میلیون دلاری ساخته‌شده، در مورد زندگی جیمز گلایشر، دانشمند علم هواشناسی انگلیسی است. 
این فیلم براساس داستان واقعی ساخته شده‌است؛ با این حال همکار گلایشر که هنری کاکسول نام داشت، با شخصیتی تخیلی تحت عنوان آملیا رن جایگزین شده‌است.